# Туалатин (город)
Туалатин (англ. Tualatin) — город в округе Вашингтон (преимущественно) и частично в округе Клакамас в штате Орегон в Соединённых Штатах Америки.
Согласно данным переписи населения США 2020 года число жителей города
составляло 27 942 человека, что, для такого небольшого населённого пункта, существенно больше (+ 7,2 %), чем было во время предыдущей переписи, проводившейся в 2010 году (26 054 человека).

## История
В 1850-х годах поселение сначала называлось «Галбрит» в честь его основателя Сэмюэля Галбрита.
Современное название города происходит от одноимённой реки; слово Tualatin в буквальном переводе с языка местных индейцев означает «ленивая» («вялая»), хотя существует мнение, что оно переводится как «безлесная равнина». В 1853 году Галбрит построил первый мост через реку Туалатин, и город стал известен как Бриджпорт. Почтовое отделение с написанием «Tualitin» было основано 5 ноября 1869 года, это имя было изменено на «Tualatin» в 1915 году.
В 1880-х годах Джон Суик основал город вокруг нового железнодорожного депо и назвал его Туалатин. В 1913 году Туалатин официально получил статус города.
В 1962 году в этих местах был найден окаменевший мастодонт; ныне он выставлен в вестибюле Публичной библиотеки Туалатина.

## География
Согласно данным Бюро переписи населения США, общая площадь города составляет 8,23 квадратных мили (21,32 км2), из которых 8,22 квадратных мили (21,29 км2) — это суша и 0,01 квадратных мили (0,03 км2) приходится на водную поверхность.
Через город проходит межштатная автомагистраль I-5.